# Risco de auditoria
Risco de auditoria é a possibilidade de o auditor vir a emitir uma opinião tecnicamente inadequada sobre demonstrações contábeis significativamente incorretas. 
A análise dos riscos de auditoria deve ser feita na fase de planejamento dos trabalhos, considerando a relevância em dois níveis:
- em nível geral, considerando as demonstrações contábeis tomadas no seu conjunto, bem como as atividades, qualidade da administração, *avaliação do sistema contábil e de controles internos e situação econômica e financeira da entidade em níveis específicos, relativos ao saldo das ´[conta contábil|contas]] ou natureza e volume das transações.

O risco de auditoria é uma função dos riscos de distorção relevante e do risco de detecção, a seguir discriminados.
1. Risco de detecção: é o risco de que os procedimentos executados pelo auditor não detectem uma distorção potencialmente relevante, individualmente ou em conjunto com outras distorções.
2. Risco de distorção relevante: é o risco de que as demonstrações contábeis contenham distorção relevante antes da auditoria. Consiste em dois componentes, o risco inerente e o risco de controle:
  - Risco inerente: é a suscetibilidade de uma afirmação a respeito de uma transação, saldo contábil ou divulgação, a uma distorção que possa ser relevante, individualmente ou em conjunto com outras distorções, antes de se considerar qualquer controle preexistente;
  - Risco de controle: é o risco de que uma distorção não seja prevenida, detectada e corrigida tempestivamente pelo controle interno da entidade.

Cabe observar que distorção significa a diferença entre o valor, classificação ou divulgação de uma demonstração contábil relatada e o  que é exigido para que o item auditado esteja de acordo com a estrutura de relatório financeiro aplicável. As distorções podem originar-se de erro (quando não é intencional) ou fraude (quando intencional). Quando o auditor expressa sua opinião sobre se as demonstrações contábeis foram apresentadas adequadamente, em todos os aspectos relevantes, as distorções incluem os ajustes de valor, de classificação, ou de divulgação que, no julgamento do auditor, são necessários para que as demonstrações contábeis estejam apresentadas adequadamente, em todos os aspectos relevantes.